# Pasaje
Pasaje ist eine Stadt in der Provinz El Oro von Ecuador. Sie ist der Sitz des Kantons Pasaje. Sie ist die zweitbevölkerungsreichste Stadt in der Provinz El Oro und liegt in der südlichen Küstenregion Ecuadors. Pasaje hat ein tropisches feuchtes Regenklima.

## Demografie
Im administrativen Stadtgebiet von Pasaje leben 52.673 Einwohner. Die Bevölkerung bestand 2010 zu 84,3 % aus Mestizen, zu 9,2 % aus Weißen, zu 0,2 % aus Indigenen, zu 5,1 % aus Afroecuadorianern, zu 0,9 % aus Montubio und zu 0,2 % aus sonstigen Ethnien. Die Alphabetisierungsrate lag bei 96,2 % der Bevölkerung.
| Zensusjahr | Einwohnerzahl |
| ---------- | ------------- |
| 1982       | 26.224        |
| 1990       | 32.947        |
| 2001       | 45.215        |
| 2010       | 52.673        |

## Persönlichkeiten
- Oswaldo Minda (* 1983), Fußballspieler

## Geschichte
Pasaje wurde am 25. Juni 1824 während der großkolumbianischen Zeit zu einer Parroquia im Kanton Machala erhoben. Am 1. November 1894 wurde der Kanton Pasaje gegründet und Pasaje eine Parroquia urbana. Am 9. November 1990 wurde das Gebiet in vier Parroquias urbanas aufgeteilt.

## Municipio
Das Municipio von Pasaje besitzt eine Fläche von 131,5 km². Beim Zensus 2010 wohnten 53.485 Menschen im Verwaltungsgebiet. Dieses ist in folgende 4 Parroquias urbanas gegliedert.

### Bolívar
Die Parroquia Bolívar oder Simón Bolívar (⊙) liegt ostzentral in Pasaje. Sie umfasst ungefähr 24 Barrios und Ciudadelas.
- Riveras del Jubones
- Simón Bolívar N° 1
- Tres de Julio
- Nuevo Pasaje
- Las Palmeras
- El Cisne Etapa 3
- Miraflores
- La Florencia N° 1
- Kennedy
- La Conaca
- La Libertad N° 2
- Los Naranjos
- Las Praderas
- Pichincha
- El Cisne
- Brisas del Jubones
- 11 de Noviembre
- El Arbolito
- Los Girasoles
- Las Mercedes
- Velasco Ibarra
- Los Tigres
- Patria Nueva N° 1
- Los Ceibos

### Loma de Franco
Die Parroquia Loma de Franco (⊙) umfasst die südlichen Vororte von Pasaje jenseits der Südumfahrung  (Perimetral Sur). Die Parroquia ist in etwa 18 Barrios und Ciudadelas gegliedert.

### Ochoa León
Die Parroquia Ochoa León (⊙) liegt südzentral in Pasaje und ist in etwa 31 Barrios und Ciudadelas gegliedert.
- Cheofer N° 2 und 3
- San José N° 2
- Florencia N° 2
- La Francisca
- La Aldolfina
- Àngel Guamán
- Justicia de Dios
- Juana de Oro
- José Tapia
- Jesús del Buen Pastor
- El Deportista
- Los Jardines
- Los Mirtos N° 2
- San José N° 3
- La Rosita N° 3
- 1 de Noviembre
- Jesús de Nazareth
- La Yadira N° 1
- La Yadira N° 2
- Ciudadela del Maestro
- La Caraguay
- La Rosita N° 2
- Hermanos García
- El BVosque N° 1 und 2
- La Rosita
- Nueve de Octubre
- Plaza Carrión
- San Vicente
- San Francisco (La Monca)

### Tres Cerritos
Die Parroquia Tres Cerritos (⊙) umfasst die östlichen und nordöstlichen Vororte von Pasaje. Im Westen wird das Areal von der Avenida Carlos Falquez Batallas begrenzt. Die Parroquia umfasst etwa 19 Barrios und Ciudadelas.